# Congregação Silvestrina
Congregação Silvestrina é uma congregação de monges da Ordem de São Bento, cujos membros são chamados silvestrinos, fundada em 1231 por São Silvestre Guzzolini e parte da Confederação Beneditina. Ao contrário da maioria das demais congregações da ordem, os silvestrinos não possuem conventos de freiras. Sua origem é similar à de outras ordens eremitas, no sentido de que suas casas não são elevadas à dignidade de abadia pois isto os imiscuiria mais fortemente nos assuntos mundanos. A congregação é liderada por um abade geral, o único abade de toda a ordem, que supervisiona todas as casas da congregação.

## História
O fundador, São Silvestre (1177–1267), nasceu em Osimo, perto de Ancona, Itália. Ainda jovem, Silvestre entrou para uma comunidade de cônegos regulares agostinianos que serviam na catedral e acabou sendo ordenado sacerdote na ordem. Por volta de 1227, deixou a comunidade para levar uma vida eremítica mais austera. Muitos discípulos o seguiram e, em 1231, Silvestre construiu um eremitério em Montefano, na Marca de Ancona (atualmente a cidade de Fabriano).
A comunidade fundada por Silvestre seguia a Regra de São Bento, mas, em relação à pobreza em assuntos exteriores, era muito mais estrita que as demais ordens beneditinas de sua época. A congregação foi aprovada em 1247 pelo papa Inocêncio IV e, quando Silvestre morreu, em 1267, já havia onze mosteiros silvestrinos. No auge, a congregação chegou a reunir 56 mosteiros, a maioria na Úmbria e na Toscana, além da Marca de Ancona.
Como todas as comunidades religiosas da Europa, os silvestrinos sofreram muito no século XIX por casa das convulsões provocadas pelo Exército Revolucionário Francês e, depois, pelas consequências da unificação da Itália. Em 1907, apenas nove comunidades silvestrinas, a principal em Roma, o "Mosteiro de Santo Estêvão, o Protomártir" (em italiano:  Monastero Santo Stefano Protomartire), casa fundada em 1563 para servir como casa mãe da congregação. A comunidade tinha por volta de 60 monges na época e, em 2010, apenas três mosteiros ainda existiam na Itália.
Entre os santos silvestrinos estão o fundador, Silvestre Gozzolini, São Bonfílio, o beato Giovanni del Bastonne e os beatos Giuseppe e Ugo di Serra San Quirico.

## Expansão

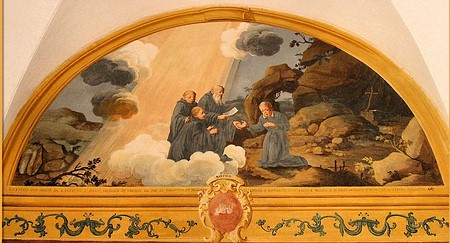
São Silvestre Gozzolini, o fundador da ordem, num afresco no eremitério de Grottafucile, na Marca de Ancona.

Durante a maior parte de sua história, a Congregação Silvestrina permaneceu confinada à Itália. Em 1845, uma missão no Ceilão (chamado Sri Lanka atualmente), a primeira fora da Europa, foi fundada e os silvestrinos forneceram muitos dos clérigos da diocese local durante todo os século XX. Além disso, foram fundados mosteiros nos Estados Unidos, o primeiro deles em Atchison, Kansas, onde dois intrépidos monges chegaram em 1910 e passaram a servir às necessidades espirituais de muitos trabalhadores da indústria carvoeira local. Conforme ela declinou, muitos se mudaram e alguns acabaram na Arquidiocese de Detroit (1928), onde construíram o primeiro mosteiro norte-americano, em 1938, chamado atualmente de "Priorado de São Bento de Oxford" (em inglês:  "St. Benedict of Oxford Priory"). Uma casa filha foi fundada em Clifton, Nova Jérsei, que serve de santuário da Santa Face de Jesus, uma devoção há muito tempo ligada à congregação.
Um priorado conventual foi fundado em 1962 na Austrália, em Arcadia, Sydney, por um monge italiano servindo em Sri Lanka. Atualmente, há mosteiros também na Índia. No final do século XX, uma fundação foi criada nas Filipinas e, mais recentemente, na República Democrática do Congo.
Em setembro de 2007, Dom Michael Kelly, O.S.B., um monge de um mosteiro australiano da ordem, foi eleito o 115º abade-geral da congregação.

## Distinções
Os monges silvestrinos atuaram como uma congregação completamente independente durante a maior parte de sua história até se juntarem à Confederação Beneditina em meados do século XX, o que colocou a congregação sob a supervisão geral de um abade-primaz beneditino, o que ligou os silvestrinos à vida da ordem por todo o mundo.
Uma marca distintiva dos silvestrinos continua sendo seu hábito religioso, azul-escuro, e não o tradicional negro utilizado pelos demais beneditinos. Além disso, eles se distinguem acrescentando Silv. depois das tradicionais iniciais pós-nominais da ordem, O.S.B. Porém, depois que eles se juntaram à Confederação Beneditina, a prática é raramente seguida.